# Tempaling
Tempaling is een bestuurslaag in het regentschap Rembang van de provincie Midden-Java, Indonesië. Tempaling telt 1789 inwoners (volkstelling 2010).